# Pachydema schrammi
Pachydema schrammi är en skalbaggsart som beskrevs av Henri de Peyerimhoff 1945. Pachydema schrammi ingår i släktet Pachydema och familjen Melolonthidae. Utöver nominatformen finns också underarten P. s. fusciceps.